# Сызранский троллейбус
Сызранский троллейбус был запущен в эксплуатацию 1 сентября 2002 года. Являлся самой молодой троллейбусной системой в России. В создании троллейбусного движения значительную спонсорскую помощь оказывала компания ЮКОС, в то время являвшаяся собственником Сызранского НПЗ.
В 2007 году в Сызрани действовал 1 троллейбусный маршрут. Перевозки осуществлялись 3 пассажирскими троллейбусами — 2 троллейбуса Тролза-5264.01 «Столица» (до 20.11.07 действовало 3 таких троллейбуса, однако один троллейбус сгорел во время рейса по причине короткого замыкания) и 1 троллейбус БТЗ 5276-04.
Обслуживало единственную линию одно депо МУП «СПАТП» (адрес: г. Сызрань, ул. Комарова, д. 8).
2 ноября 2009 года троллейбусное движение в Сызрани было прекращено. Таким образом, продолжительность работы троллейбусной системы оказалась самой короткой в России.

## История
Троллейбусная система открыта в городе 1 сентября 2002 года. Линия связала между собой микрорайоны в юго-западной части города, на так называемой Монастырской горе (Монгоре).
3 октября 2004 года единственная линия была продлена от троллейбусного депо на Монгоре до универмага в центральной части города.
Планы по развитию троллейбусной сети включали в себя строительство следующих линий:
- кольцевой в центральной части города, от универмага по улицам Победы, Ульяновской, Интернациональной до ул. Чапаева;
- от ул. Победы по улицам Ульяновской, Декабристов, Магистральной до восточной окраины города;
- от кольца ул. Образцовской/ул. Комарова через южные районы до ОАО «Пластик».

Маршруты, которые планировалось открыть после открытия линии:
- № 2 Сызрань 1 — Сызрань 2 — Детская поликлиника;
- № 3 Пляж — Приволжский;
- № 4 Собор — Юнас.

Со 2 ноября 2009 года в связи с высокой убыточностью эксплуатации троллейбусное движение в Сызрани прекращено. Троллейбусы и прочая инфраструктура законсервированы.
В июле 2014 года начался демонтаж контактной сети на улицах города.
В 2015—2016 годах контактная сеть в городе полностью демонтирована.

## Подвижной состав
По состоянию на август 2009 года в Сызрани имелось 2 троллейбуса Тролза-5264.01 «Столица», 1 троллейбус БТЗ-5276.04 и 1 троллейбус ЗиУ-682-016.03 производства ТролЗа, который был куплен на замену сгоревшей Тролзы-5264.01 «Столица» но так и не вышел на маршрут.

## Троллейбусные депо
Единственное троллейбусное депо было расположено по адресу: ул. Комарова, д. 8.